# Баклуши (Ульяновская область)
Баклуши — село в Павловском районе Ульяновской области центр Баклушинского сельского поселения.

## География
Расположено на левом берегу реки Елань-Кадада в 15 км к западу от районного центра Павловка, высота над уровнем моря 273 м.

## История
В 1862 году село Архангельское (Баклуши) входило в Вольский уезд Саратовской губернии, в котором было: церковь, мельница и в 132 дворах жило 1035 человек.
В ВОВ 158 односельчан, отдали жизнь за свободу и независимость нашей Родины.

## Население
| 2010 |
| ---- |
| 526  |

## Инфраструктура
В селе 12 улиц, школа, ДК, библиотека с читальным залом, участковая больница, аптека.

## Достопримечательности
- Между сёлами Баклуши и Муратовка. Обелиск, открытый в честь героического подвига Советского лётчика Николая Фёдоровича Шутова, совершённого в 1942 г. (1970)[6] [7]
- Обелиск погибшим воинам-односельчанам в годы Великой Отечественной войны (1965 г.)[4]